# 斑竹乡
斑竹乡，是中华人民共和国四川省南充市高坪区曾经下辖的一个乡。2019年10月，撤销隆兴乡、斑竹乡、南江乡，将其所属行政区域划归长乐镇管辖。

## 行政区划
斑竹乡撤销前下辖以下地区：
锦屏村、白果桥村、池鼓寨村、蟠龙寨村、庙子沟村、大兴桥村、滩头坝村、麻柳山村、四河头村、倒马坎村、朝阳庵村和梯子坎村。